# Syngnathus auliscus
Syngnathus auliscus е вид морска игла от семейство иглови (Syngnathidae). Видът не е застрашен от изчезване.

## Разпространение и местообитание
Разпространен е в Гватемала, Еквадор, Колумбия, Коста Рика, Мексико, Никарагуа, Панама, Перу, Салвадор, САЩ и Хондурас.
Среща се на дълбочина от 0,2 до 4 m, при температура на водата около 21,3 °C и соленост 34,2 ‰.

## Описание
На дължина достигат до 18 cm.